# Matra (Korsika)
Matra ist eine französische Gemeinde im Département Haute-Corse auf der Insel Korsika. Sie gehört zum Kanton Ghisonaccia im Arrondissement Corte. Sie grenzt im Norden an Perelli, im Osten an Moïta, im Süden an Zalana und im Westen an Pianello. Der Dorfkern liegt auf 560 Metern über dem Meeresspiegel. Die Bewohner nennen sich Maturinchi.

## Bevölkerungsentwicklung

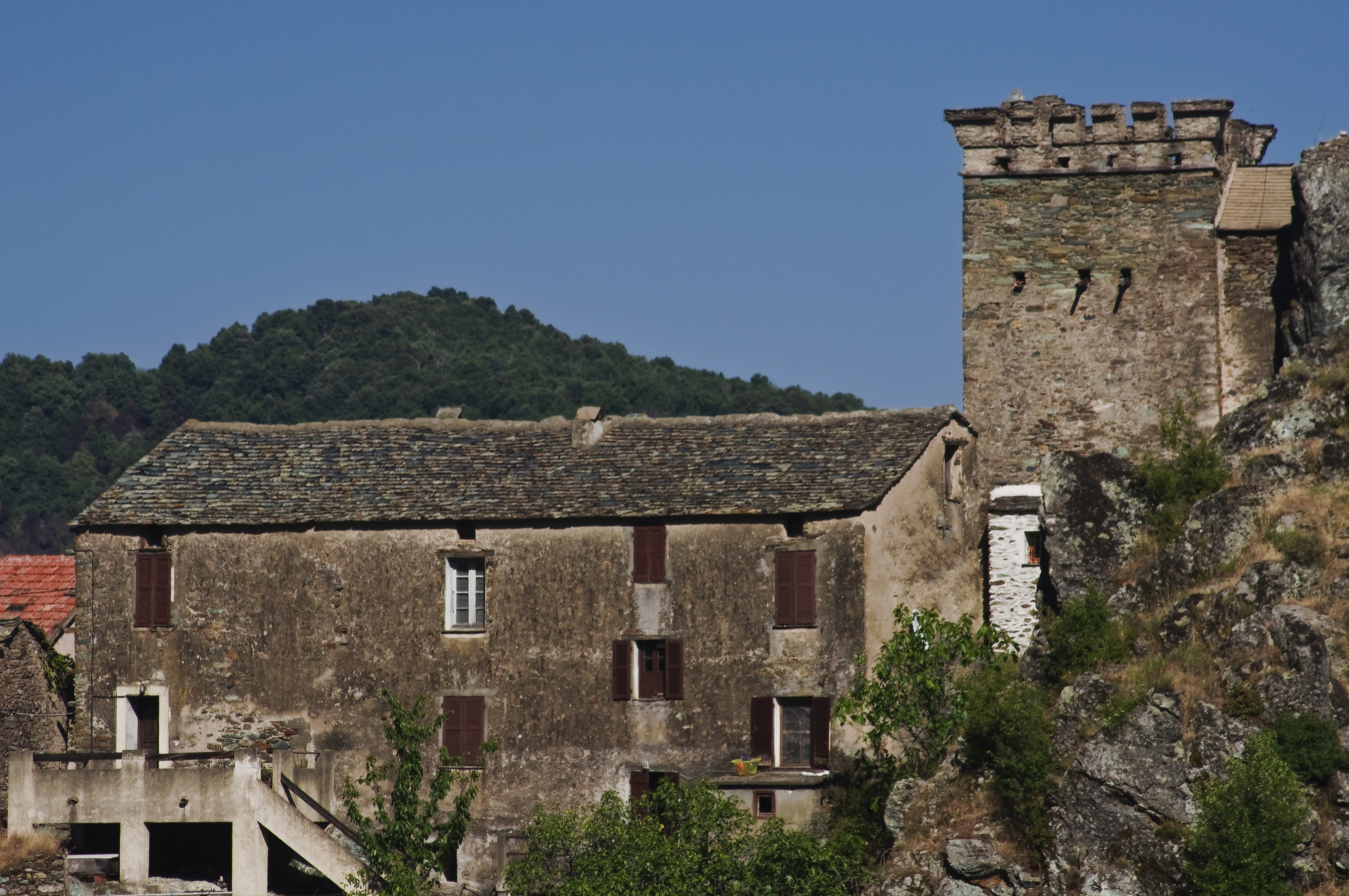
Wehrhaus in Matra

| Jahr      | 1962 | 1968 | 1975 | 1982 | 1990 | 1999 | 2008 | 2012 |
| --------- | ---- | ---- | ---- | ---- | ---- | ---- | ---- | ---- |
| Einwohner | 98   | 62   | 72   | 73   | 63   | 43   | 51   | 43   |